# Real (chanson)
Pour les articles homonymes, voir Real.
Singles de Nami Tamaki
Paradise
(2012) Vivid Telepathy
(2014)
Real est le 3e single de Nami Tamaki sous le label Teichiku Records, et le 23e en tout. Il est sorti le 14 avril 2013 au Japon à l'occasion de son 10e anniversaire en tant que chanteuse. Il sort en format CD et CD+DVD. Il arrive 75e à l'Oricon et reste classé une semaine pour un total de 751 exemplaires vendus.
Real a été utilisée comme thème pour l'émission SUPER SOCCER d'avril à mai 2013.

## Liste des titres
| 1. | Real (REAL)                   | Nami Tamaki  | nishi-ken   |  |
| 2. | Emotion                       | Nami Tamaki  | Tomo.       |  |
| 3. | Believe -2013-                | Nishio Saeko | Aoi Yoshiki |  |
| 4. | Real (Instrumental) (REAL)    | Nami Tamaki  | nishi-ken   |  |
| 5. | Emotion (Instrumental)        | Nami Tamaki  | Tomo.       |  |
| 6. | Believe -2013- (Instrumental) | Nishio Saeko | Aoi Yoshiki |  |

| 1. | Real (REAL)                | Nami Tamaki | nishi-ken |  |
| 2. | Emotion                    | Nami Tamaki | Tomo.     |  |
| 3. | Real (Instrumental) (REAL) | Nami Tamaki | nishi-ken |  |
| 4. | Emotion (Instrumental)     | Nami Tamaki | Tomo.     |  |

| 1. | Real (Music Video) (REAL) |  |
| 2. | Real (Offshot) (REAL)     |  |